# Det blir sol hvor vi seiler
«Det blir sol hvor vi seiler» —en español: «Se pone el sol donde navegamos»— es una canción compuesta por Magnar Skorgen, publicada en 1960 e interpretada en noruego por Jens Book-Jenssen. Participó en la primera edición del Melodi Grand Prix.

## Festival de Eurovisión

### Melodi Grand Prix 1960
Esta canción participó en el Melodi Grand Prix, celebrado en dos ocasiones ese año —la semifinal en el 2 de febrero y la final, presentada por Erik Diesen y Odd Gythe, el 20 de febrero—. La canción fue interpretada en séptimo lugar el día de la semifinal por Book-Jenssen, precedida por Inger Jacobsen con «En aften igjen» y seguida por Jacobsen con «Ny smart hatt». Finalmente, quedó en noveno puesto de 11, con 21 puntos y sin pasar a la final.